# Aeroportul Carajás
Aeroportul Carajás (IATA: CKS, ICAO: SBCJ) este un aeroport din Parauapebas, Pará, Brazilia ce deservește zona Parauapebas. Aeroportul a fost tranzitat în 2022 de 127.062 de pasageri. A fost numit după Carajás⁠(d).
Situat la o altitudine de 629 m, aeroportul dispune de 1 pistă. Este operat de Infraero⁠(d).

## Infrastructură

### Piste
Aeroportul dispune de o singură pistă. Pista 10/28 are suprafața de asfalt și dimensiunile 2.000 m × 45 m. 